# Caladenia integra
The Intact Caladenia (Caladenia integra) là một loài lan. Loài này sinh sống tại vùng Tây Nam tiểu bang Tây Úc..